# أنتوني دي فريتاس
أنتوني دي فريتاس (بالفرنسية: Anthony de Freitas)‏ (10 مايو 1994 بليون في فرنسا - ) هو لاعب كرة قدم فرنسي في مركز الوسط. لعب مع GOAL FC ‏.

## وصلات خارجية
- أنتوني دي فريتاس على موقع قاعدة بيانات كرة القدم.إي يو (الإنجليزية)
- أنتوني دي فريتاس على موقع Soccerway.com (الإنجليزية)
- أنتوني دي فريتاس على موقع AS.com (الإسبانية)